# Miguel Lerma Candelaria
Miguel Lerma Candelaria (Ciudad Juárez, Chihuahua, 22 de agosto de 1952) es licenciado en Derecho que se ha desempeñado tanto en la política mexicana como en la abogacía. Egresado de la Universidad Nacional Autónoma de México con la tesis El tipo y la tipicidad en el delito del abandono de funciones públicas.
También llevó a cabo un curso sobre Administración Pública en la Universidad de Londres y los cursos de Derecho Social, Derecho Electoral y Derecho Penitenciario en la UNAM.
En su época de estudiante trabajó para el IMSS como Subjefe de oficina; cuando fue pasante de derecho laboró en el Bufete Jurídico “Ignacio Burgoa” y a mediados de la década de los 70 fue Secretario Particular del licenciado Miguel de la Madrid Hurtado, quien en ese momento fungía como director general de Crédito de la SCHP; posteriormente se integraría al IEPES (Instituto de Estudios Políticos y Económicos del PRI) durante la campaña presidencial del licenciado José López Portillo. Al igual se desempeñó como funcionario del Banco Nacional de Crédito Rural (BANRURAL) y a finales de esta década durante el gobierno del presidente José López Portillo siendo un político joven Miguel Lerma Candelaria fue elegido diputado federal por el IV Distrito Electoral Federal de Chihuahua en la LI Legislatura (1979-1982). 
Después de esta experiencia política, se alejó de la política y se dedicó a litigar por más de 10 años en su despacho privado. En enero de 1995 trabajó como asesor del general secretario de la Defensa Nacional, Enrique Cervantes Aguirre. En 1997 laboró en el periódico El Universal como asesor particular del presidente y director general de esa casa editorial; de 2002-2006 fue director de Asuntos Especiales de este medio de información. 
En 1982 fue acusado de un fraude millonario en perjuicio de Banrural. Todas las acusaciones nunca fueron probadas.